# Wag (Altes Ägypten)
Wag war ein altägyptischer geographischer Ort zwischen Koptos und dem Roten Meer, möglicherweise im östlichen Wadi Hammamat. Es war Durchgangsgebiet für die ägyptischen Karawanen, die Güter zum Beispiel aus Punt importierten.

## Etymologie
Die genaue Etymologie des Toponyms Wag ist ungeklärt, wobei sowohl ägyptische als auch fremde Ursprünge in Betracht gezogen werden. Die Nähe zu den Ortsnamen Jd3ht und J3htb in der Inschrift von Henu legt eine mögliche Herkunft aus der Bedscha-Sprache nahe. Eine alternative Hypothese vermutet eine Verbindung zum ägyptischen Verb w3g, welches „(für ein Fest) liefern“ oder „rufen“ bedeutet, obwohl eine ägyptische Etymologie typischerweise ein deverbales Suffix -.t/.w erwarten ließe. Eine weitere Theorie schlägt eine korrumpierte Schreibweise des Verbs g3w/gw3 („einengen“) vor. Die Assoziation des Ortsnamens mit wg3 („zurückgehende Überschwemmung“) durch Budge wird als unwahrscheinlich betrachtet.
Die Syntax des Toponyms Wag in der Inschrift von Henu ist nicht eindeutig und lässt auf eine konjunktive oder genitivische Beziehung zwischen den Ortsnamen W3g und R3-hnw schließen. Dies könnte bedeuten, dass Henu über Wag und dann R3-hnw ins Niltal zurückkehrte, oder es könnte sich um „den Wag, Ra-Henu“ bzw. „den Wag des Ra-Henu“ handeln. Falls Wag eine fehlerhafte Schreibweise für das ägyptische gw3 („Grenzen“ oder „Schlucht“) darstellt, würde eine genitivische Beziehung, das „Wag des Wadi Hammamat (R3-hnw)“, bevorzugt.

## Lokalisierung
Die Lokalisierung von Wag wird zwischen Mersa Gawasis und dem Wadi Hammamat angenommen, auf dem Rückweg von Henus Expedition nach Punt. Schiaparelli schlug vor, Wag am Roten Meer bei Quseir oder im Wadi Hammamat selbst zu lokalisieren. Die wahrscheinlichsten Routen sind die Wadis Saqi und Atallah, die in der Nähe der Bechen-Steinbrüche in das Wadi Hammamat münden. Diese Route wurde von Louise Bradbury bevorzugt, die Graffiti von Sesostris I. und Ramses III. als Beweis für die Nutzung dieser Route durch die Ägypter anführte. Im Wadi Atallah befindet sich ein Graffito aus dem Alten Reich, das einen Expeditionsleiter namens Fetekti erwähnt, der möglicherweise für nautische Angelegenheiten, einschließlich Reisen zum Roten Meer, verantwortlich war. Es gibt keine Hinweise darauf, dass die Ost-West-Route zwischen Bir Umm Fawakhir und Quseir in der Zeit von Henu benutzt wurde.